# 智尊
智尊（ちそん）は、飛鳥時代の人物。旧仮名遣いでの読みは同じ。姓（カバネ）はなし。672年の壬申の乱の際、大友皇子（弘文天皇）側の将となり、瀬田の戦いで先鋒となったが、戦死した。『日本書紀』の瀬田の戦いの箇所に登場するのみで、系譜などは一切不明である。当時の日本人に似つかわしくない名から、渡来人ではないかという推測がある。

## 経歴
壬申の年（672年）の7月22日、壬申の乱の戦況は大友皇子に不利となり、都である近江大津宮のそばまで村国男依らの敵軍が押し寄せた。皇子は群臣を従え自ら出陣し、瀬田の橋の西に陣取って東からくる敵を迎え撃った。戦闘は川を隔てて矢を飛ばしあう射撃戦となった。このとき智尊は先鋒の将となり、精兵を率いて瀬田の橋を守った。橋の中を三丈切断して、長い板を一つおき、これに綱を結びつけた。もし板を踏んで敵が渡ろうとしたら、すぐに綱を引いて落とそうというのである。敵軍はしばらく進めなかったが、やがて大分稚臣が進み出て、鎧を重ね着して突進し、板を渡って綱を切った。これを見た軍勢は乱れて逃げ出した。智尊は刀を抜いて退く者を斬ったが、止めることができなかった。かくして智尊は橋のそばで斬られた。大友皇子は翌日自殺し、壬申の乱は終わった。